# جولين من ساكس-كوبرغ-سالفيلد
جولين هنرييت أولريكه من ساكس-كوبرغ-سالفيلد (كوبورغ؛ 23 سبتمبر 1781 - 15 أغسطس 1860؛ إلفيناو بالقرب من برن، سويسرا)؛ وأيضا معروفة أيضا بـ الدوقة الكبرى آنا فيودورفنا من روسيا (بالروسية:Анна Фёдоровна)، كانت أميرة ساكس كوبورغ سالفيلد بالميلاد، (بعد عام 1826 ساكس-كوبرغ وغوتا)؛ وأصبحت زوجة قسطنطين بافلوفيتش من روسيا الابن الثاني لـ الإمبراطور بافل الأول.

## العائلة
هي الابنة الثالثة لـ فرانتس دوق ساكس-كوبرغ-سالفيلد وأوغستا من رويس-إبرسدورف، هي شقيقة ليوبولد الأول ملك بلجيكا وخالة فيكتوريا ملكة المملكة المتحدة، وعمة فرناندو الثاني ملك البرتغال.

## الدوقة الكبرى

### خطط الزواج
بدأت الإمبراطورة كاثرين الثانية من روسيا في البحث عن العروس لحفيدها الثاني قسطنطين بعد زواج حفيدها الأول ألكسندر من لويز من بادن في 1793، بحيث كان الثاني في خط الخلافة، عرض الزواج وصل إلى بلاط مملكة نابولي لاقتراح الزواج من إحدى بنات فرديناند الأول ملك نابولي وماريا كارولينا من النمسا، ولكن الإمبراطورة رفضت على الفور.
في 1795 أُرسل أندريه بودبرغ في مهمة سرية إلى قصور أوروبية لبحث عن عروس لـ قسطنطين، كان لديه قائمة طويلة من المرشحين، ولكن مع أثناء رحلته أصبح مريضاً وأجبر على البقاء في كوبورغ؛ وأثناء مقابلته لطبيب البلاط الدوقية عرف نيته الحقيقة وراء الرحلة، وبذلك قام بلفت انتباه الجنرال إلى بنات دوق فرانتس، كتب بودبرغ إلى سان بطرسبورغ أنه وجد المرشحات دون زيارة قصور الأوروبية الأخرى.
وبعد نظر قليلاً وافقت الإمبراطورة كاثرين على الطلب، وأصبحت والدتها الدوقة أوغستا مسرورة كثيراً بعد أن عرفت أن إحدى بناتها ستصبح دوقة الكبرى في روسيا، بحيث أن هذا الزواج سيجلب الفوائد ضخمة لدوقية الصغيرة نسيباً.

### الحياة في روسيا
سافرت جولين مع والدتها وشقيقاتها الأكبر سناً صوفي وأنطوانيت إلى سانت بطرسبرغ بناء على طلب الإمبراطورة كاثرين، وبعد الاجتماع الأول أُعجبت بأخلاق الدوقة أوغستا، وأيضا بجمال بناتها، ولكنها أُعجبت أكثر بالصغرى التي هي جولين، أُجبر الدوق الأكبر قسطنطين على الاختيار الذي كان يعتقد أنه لا يريد الزواج بين الثلاثة، وبفعل أختار جولين والتي تم تدريبها فوراً في القصر، وفي 2 فبراير 1796 اتخذت الشابة البالغة من العمر الأربعة عشر اسم آنا فيودورفنا في حفل تعميدها في الكنيسة الأرثوذكسية، وبعد 20 يوماً أي في 26 فبراير أصبحت متزوجة من قسطنطين، وبعد تسعة أشهر توفيت الإمبراطورة في 6 نوفمبر، بفضل العلاقات مع الإمبراطورية الروسية جعل دوقية ساكس-كوبرغ-سالفيلد آمنة نسيباً من الحروب النابليونية، ومع ذلك على المستوى الشخصي كان الزوجين غير سعيدين وخاصة جولين، بسبب المعروف عن قسطنطين أنه رجل عنيف ومكرس حياته لمسيرة العسكرية، هذا ما جعل الدوقة بائسة للغاية.
وفي الوقت نفسه بدأت الدوقة في التطور، حتى أصبحت واحدة من أكثر النساء جاذبيةً في البلاط الروسي، وأيضا تم تلقبها بـ «النجم الصاعد» هذا ما جعل قسطنطين غيور للغاية حتى من شقيقه ألكسندر، مما أدى إلى حرمانها من مغادرة غرفتها، وعندما أتيح لها فرصة للخروج يأخذها قسطنطين بعيداً.
في 1799 غادرت آنا البلاط الروسي لتلقي العلاج عند أهله في كوبورغ، ولم ترغب في العودة، ولكن أسرتها لم يدعمها في قرارها، لأنهم خشوا من سمعة العائلة وموارد المالية، تركت آنا كوبورغ أيضا للعلاج بالمياه، وأيضا في الوقت نفسه قامت العائلة الإمبراطورية وأقاربها بضغوط عليه للعودة إلى روسيا، في أكتوبر 1799 خلال زفاف الدوقات الكبرى ألكسندرا وإلينا اضطر آنا للحضور.
ومع اغتيال الإمبراطور بافل الأول في 23 مارس 1801، أعطى فرصة لآنا لتنفيذ خطتها للهروب، وبحلول أغسطس من نفس العام، أبلغت والدتها بأنها مصابة بمرض خطير، ولما عملت بصحة ابنتها جاءت لزيارتها، ومن أجل الحصول على علاج أفضل أخذت آنا معها إلى كوبورغ بعد موافقة من الإمبراطور الجديد ألكسندر الأول والدوق الأكبر قسنطين، وبمجرد وصولها إلى وطنها، رفضت آنا العودة، لم ترى روسيا أبداً بعد الآن.

## الحياة بعد الانفصال
بعد عودتها إلى كوبورغ بدأت آنا في مفاوضات طلاق زوجها، ومع 1803 لا زال الطلاق مرفوضاً، بحيث خشت الإمبراطورة الأرملة ماريا فيودوروفنا على ابنها من قيام بـ زواج مرغنطي مما يؤدى أضرار بالسمعة.
في 28 أكتوبر 1808 أنجبت آنا طفلاً غير شرعي يدعى إدوراد إدغار شميدت-لو ربما يكون من أحد ضباط الفرنسيون الذين يعملون في جيش البروسي، اعطى له لاحقاً خاله إرنست الثالث لقب «فون لونفيلز» في 1818.
في وقت لاحق انتقلت إلى برن، سويسرا وأنجبت مرة أخرى ابنة غير شرعية اسمها لويز هيلدا أغنيس دي أوبيرت من جراح سويسري في 1812، ومن أجل تغطية الفضيحة تم اعتمدها على لاجئ فرنسي، وليس على والدها الحقيقي. ومع ذلك هذا الجراح حافظ على الصداقة وثيقة معها حتى وفاته. 
وبعد عامين عندما قامت القوات الروسية بغزو فرنسا، اعرب الإمبراطور ألكسندر الأول في المصالحة بينهما، وبذلك قام الدوق الأكبر قسطنطين برفقة شقيقها ليوبولد بإقناعها بالعودة، إلا أنها رفضت بشكل قاطع، وفي ذلك العام استحوذت آنا على أراضي بجوار ضفاف نهر آر وسمتها بـ إلفيناو (Elfenau)، أمضت بقية حياتها هناك، ومع أنها كانت تحب للموسيقى، فلم تجعل قصرها مركزاً للموسيقى المحلية والأجنبية، بل أيضا كانت نقطة لم شمل بين الدبلوماسيين من مختلف البلدان الذين كانوا متواجدون في برن.
وأخيراً في 20 مارس 1820 وبعد 19 عاماً من الانفصال ومن خلال بيان من قبل الإمبراطور ألكسندر الأول تم إلغاء الزواج بينهما، تزوج الدوق بعد شهرين من ذلك زواجاً مرغنطياً من عشيقته جوانا غرودزينسكا، توفي زوجها السابق في 27 أغسطس 1831، وهي عاشت لحوالي 29 عاماً من وفاته.
في 1835 تزوج ابنها إدوارد من ابنة خاله إرنست الأول غير شرعية برثا فون شاوينستين، كان هذا واحد من الأحداث السعيدة في حياتها الأخيرة ولكن سرعان ما بدأت تفقد أقارب والديها وأخواتها الكبار صوفي وأنطوانيت، وأيضا ابنتها لويز بحيث كانت متزوجة في 1834 من إدوارد دابلز، توفيت في 1837، وأيضا عشيقها السابق ووالد ابنتها توفي بعد أسابيع من وفاة ابنتهما، وأيضا الإمبراطور ألكسندر الأول، وشقيقها إرنست الأول.
توفيت آنا في إلفيناو في 1860 بالغة من العمر 79 عاماً، من خلال أطفال ابنها إدوارد لديها العديد من الأحفاد.